# ألان راماج
ألان راماج (بالإنجليزية: Alan Ramage)‏ هو لاعب كرة قدم ولاعب كريكت بريطاني في مركز قلب الدفاع، ولد في 29 نوفمبر 1957. لعب مع نادي ميدلزبره.